# Adelajda Rheinfeldenska
Adelajda Rheinfeldenska ali Adelajda Švabska (madžarsko Adelhaid, nemško Adelheid von Rheinfelden) je bila po poroki s kraljem Ladislavom I. Ogrskim ogrska kraljica soproga, * okoli 1065, † maj 1090. 

## Življenje
Rojena je bila okoli leta 1065 kot hči švabskega vojvode in nemškega protikralja Rudolfa Rheinfeldenskega in njegove druge žene Adelajde Savojske. Njena teta po materini strani je bila Berta Savojska, poročena z nemškim kraljem Henrikom IV.
Okoli leta 1077/1078 se je poročila z Ladislavom I. Ogrskim iz dinastije Árpád.  Ladislav se je pred poroko strinjal, da bo podprl Rudolfa v boju za prestol proti nemškemu kralju Henriku IV. Adelajdi je leta 1079  umrla mati, naslednje leto pa še oče, ki je padel v bitki pri Elsterju. 
Leta 1081 je papež Gregor VII. pisno pozval Adelajdo, naj spodbudi svojega moža, da podpre samostane in bo velikodušen do revnih in šibkih.  Njo samo je spodbujal, naj posnema Sveto Marijo.
Adelaida je umrla maja 1090. Pokopana je bila v stolnici v Veszprému, kjer še vedno stoji njen nagrobnik. 

## Otroci
Adelajda je imela dva otroka: 
- Piroško[5] (ok. 1080 – 13. avgust 1134), poročeno z bizantinskim cesarjem Ivanom II. Komnenom, in
- neznano hči, poročeno z volinskim knezom Jaroslavom.